# 狼の血族
『狼の血族』（おおかみのけつぞく、The Company of Wolves）は、1984年に製作されたイギリスのファンタジー・ホラー映画。製作はイギリスのパレス・プロ。日本での配給はヘラルド・エース、日本ヘラルド映画。著名なグリム童話『赤ずきん』をモチーフにしたダークファンタジーである。直接的にはアンジェラ・カーターの短篇集『血染めの部屋』に収録された「狼たちの仲間」および「狼人間」を原作とする。
1985年のアボリアッツ・ファンタスティック映画祭審査員特別賞を受賞している。

## ストーリー
屋根裏部屋でひとり眠るロザリーン（サラ・パターソン）。彼女は夢を見ていた。村娘ロザリーンは、狼に殺された姉の葬式の後、森に住む祖母（アンジェラ・ランズベリー）の家で狼男の話を聞いた。《昔々、村の娘（キャスリン・ポグソン）が行商人（スティーブン・レイ）と結婚したが、初夜に花婿は姿を消した。数年後、再婚した妻のところへ現われた花婿は、狼男に変身して襲いかかってきた》。祖母は「眉毛のくっついた男は狼男だから気をつけろ」と注意した。ロザリーンに恋する少年（シェーン・ジョンストーン）は、彼女と森へ行く。しかし、途中でロザリーンは姿を隠し、少年は狼を見て村へとんで帰る。人々が心配しているところへロザリーンが戻り、鴬の巣の卵から孵った小さな赤ん坊の像を母親（トゥッシー・シルバーグ）に見せた。父親（デイヴィッド・ワーナー）たちは、狼退治に出かける。ロザリーンは、母に祖母から聞いた話をする。《昔々、貴族の婚礼披露宴に村娘が姿を現わした。花婿に捨てられた彼女は、居並ぶ貴族に呪いをかけて、狼に変身させた》。父親は狼をしとめて戻ってきたが、狼の足はいつの間にか指輪をはめた人間の手に変わっていた。祖母を訪ねる途中の森で、ロザリーンは、眉毛のくっついた狩人（ミッシャ・バージーズ）と出会った。狩人は、彼女より先に祖母の家へ着き、祖母を食い殺していた。怖くなったロザリーンは、狩人に発砲した。すると、狩人は狼に変身した。ロザリーンは狼をなでながら、狼少女（ダニエル・ダックス）の話をした。そこに両親や村人がやって来た。家の中には二匹の狼がいた。一匹は、ロザリーンの十字架を首からさげていた。もう一匹は、森の中を駆けていく。そのとき、ロザーリンは、屋根裏部屋のベッドで起きあがった。彼女に狼の群が襲いかかってくる。

## スタッフ
- 監督：ニール・ジョーダン
- 製作総指揮：スティーヴン・ウーリー、ニック・パウエル
- 製作：クリス・ブラウン、スティーヴン・ウーリー
- 原案：アンジェラ・カーター
- 脚色：アンジェラ・カーター、ニール・ジョーダン
- 撮影：ブライアン・ロフタス
- 特殊メイク：クリストファー・タッカー
- 音楽：ジョージ・フェントン
- 美術：アントン・ファースト

## キャスト
| 役名             | 俳優                     | 日本語吹替 |
| ---------------- | ------------------------ | ---------- |
| ロザリーン       | サラ・パターソン         | 佐々木優子 |
| ロザリーンの祖母 | アンジェラ・ランズベリー | 藤波京子   |
| ロザリーンの母   | トゥッシー・シルバーグ   | 此島愛子   |
| ロザリーンの父   | デビッド・ワーナー       | 田中信夫   |
| 行商人           | スティーヴン・レイ       |            |
| 村の娘           | キャスリン・ポグソン     |            |
| 司祭             | グレアム・クローデン     |            |
| 少年             | シェーン・ジョンストーン |            |
| 少女             | ダニエル・ダックス       |            |
| 狩人             | ミッシャ・バージーズ     | 原康義     |
| アリス           | ジョージア・スロウ       |            |
| 二番目の夫       | ジム・カーター           |            |
| 悪魔             | テレンス・スタンプ       | 嶋俊介     |

- 吹き替え：初回放送 1988年5月29日 テレビ朝日「日曜洋画劇場」